# Тугген
Тугген (нем. Tuggen) — коммуна в Швейцарии, в кантоне Швиц. 
Входит в состав округа Марх. Население составляет 2774 человека (на 31 декабря 2007 года). Официальный код  —  1347.